# شهرستان تنگستان
شهرستان تنگستان، یکی از شهرستان‌های استان بوشهر ایران است. مرکز این شهرستان شهر اَهرَم است.

## موقعیت
شهرستان تنگستان دارای ۱٬۹۵۰ کیلومتر مربع وسعت است و از شمال و مشرق به شهرستان دشتستان، از جنوب شرقی به شهرستان دشتی، از شمال غربی به شهرستان بوشهر و از غرب و جنوب غربی به خلیج فارس محدود است.
پیشینه: سبب نامگذاری این شهرستان به تنگستان این است که در قسمت‌های ساحلی آن تَنْگ‌هایی صعب‌العبور وجود دارد و همچنین اراضی و مناطق مسکونی آن در فضای کم و تنگِ میان کوه و دریا واقع شده است. تنگستان قدیم محدود به قسمت‌های ساحلی آن می‌شد اما بعدها مناطق بوشهر دستخوش تقسیماتی شد که اهرم و توابع آن، باغک، بنه گز و… به تنگستان اضافه شدند.

## تقسیمات کشوری
شهرستان تنگستان دارای ۲ بخش، ۴ دهستان و ۳ شهر به شرح زیر است:

### شهرستان تنگستان
| بخش   | مرکز بخش | جمعیت بخش ۱۳۹۵ | نام دهستان | مرکز دهستان | جمعیت دهستان ۱۳۹۵ | شهر       | جمعیت شهر ۱۳۹۵       |
| ----- | -------- | -------------- | ---------- | ----------- | ----------------- | --------- | -------------------- |
| مرکزی | اهرم     | ۴۰٬۱۵۷ نفر     | باغک       | شورکی       | ۱۲٬۴۸۳ نفر        | اهرم آباد | ۱۵٬۱۹۸ نفر ۳٬۷۸۷ نفر |
| مرکزی | اهرم     | ۴۰٬۱۵۷ نفر     | اهرم       | بازوئی      | ۸٬۶۸۹ نفر         | اهرم آباد | ۱۵٬۱۹۸ نفر ۳٬۷۸۷ نفر |
| دلوار | دلوار    | ۳۶٬۴۸۱ نفر     | دلوار      | دلوار       | ۲۰٬۴۳۵ نفر        | دلوار     | ۴٬۴۴۲ نفر            |
| دلوار | دلوار    | ۳۶٬۴۸۱ نفر     | بوالخیر    | بوالخیر     | ۱۱٬۶۰۴ نفر        | دلوار     | ۴٬۴۴۲ نفر            |

## جغرافیای طبیعی

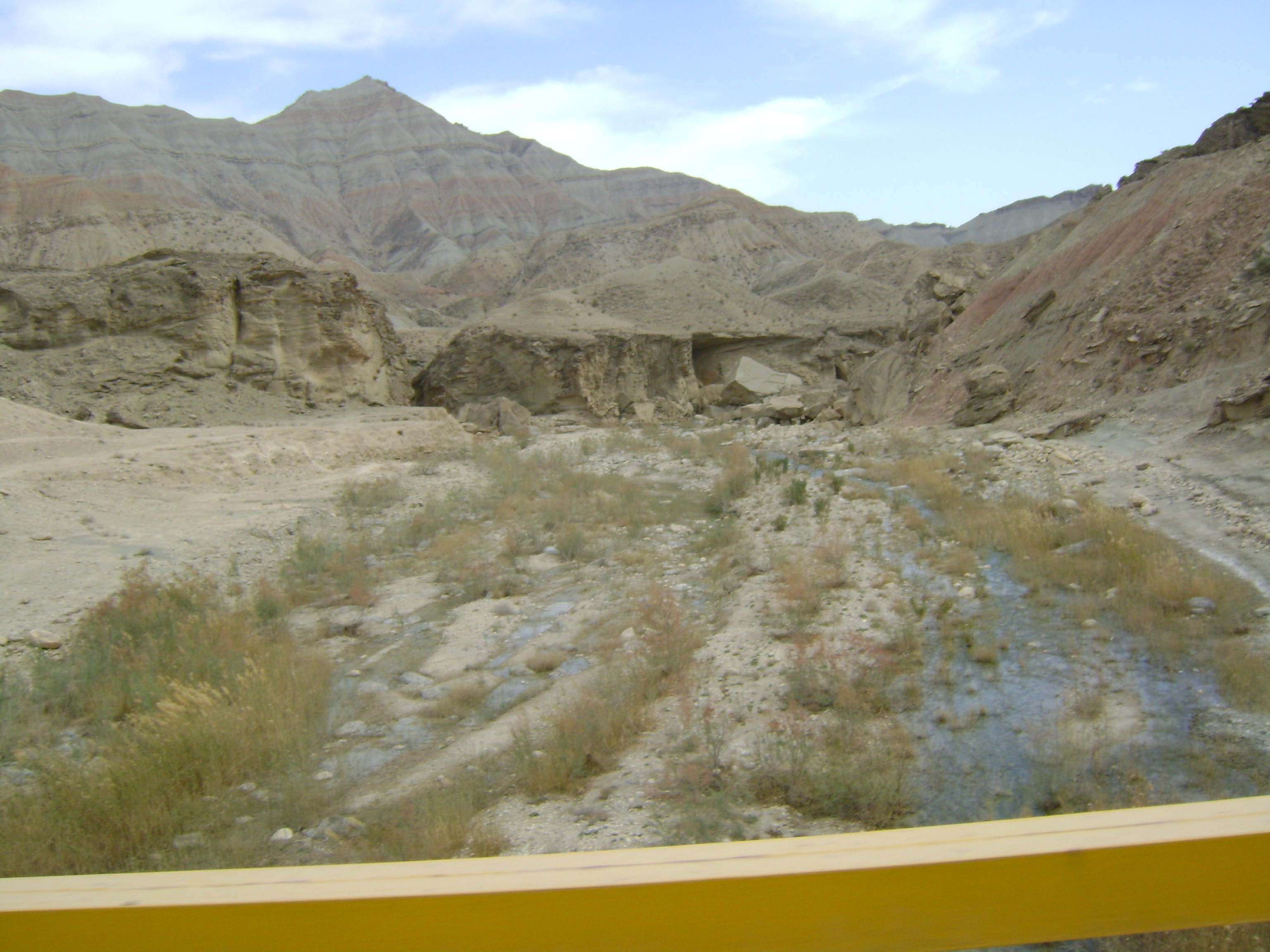
رود بهوش از پل فلزی جادهٔ ۹۴

آب و هوای آن در قسمت‌های ساحلی گرم و مرطوب و در قسمت‌های مرکزی تقریباً گرم و خشک است. کوه‌های تنگستان: کوه قلعه دختر (۱۲۲۰ متر) با امتداد شمالی ـ جنوبی، کوه بِیرَمی (۹۵۰، ۱ متر) با امتداد شمال غربی ـ جنوب شرقی و کوه سُرخ (۹۹۰ متر) از رشته کوه‌های زاگرس در آنجا واقع است. قسمتی از رشته کوه مُند نیز در تنگستان امتداد دارد. این شهرستان تَنگهایی دارد، مانند تنگ بِهوش/باهوش و تنگ گَرْوَک. رودهای مهم آن عبارتند از: رود بهوش یا اهرم، رود خشک که در چهار کیلومتری جنوب شرقی شهر اهرم به رود بهوش می‌ریزد و رودشور/سور با جهت شمالی ـ جنوبی جریان یافته و در دو کیلومتری جنوب غربی آبادی مسیله فخری به رود مند می‌ریزد. دو چشمه آب گرم یکی در روستای اوبا در پنج کیلومتری شمال شرقی شهر اهرم، دیگری آب گرم میراحمدی، در روستای آب بویی در دوازده کیلومتری جنوب شرقی شهر اهرم وجود دارد. معادن تنگستان شامل: شن و ماسه (در مسیر رود بهوش)، نفت، گوگرد، گچ و سنگ ساختمانی (در اطراف کوه قلعه دختر) وجود دارد. زیست‌بوم تنگستان از گیاهان: کُنار، انجیر، بادام کوهی، مورتلخ، کاسنی و بومادران و از جانوران: گرگ، روباه، کفتار، شغال، پلنگ، قوچ و میش و پرندگانی چون کبک، تیهو و هوبره برخوردار است.
میرزا حسن فسایی حدود تنگستان را از جانب مشرق به نواحی اهرم و خرموج و از شمال به نواحی برازجان و از سمت مغرب و جنوب منتهی به دریای فارس می‌داند (حسینی فسایی میرزا حسن ۱۳۹۲ص ۱۳۳۰)

## مردم

### جمعیت
این شهرستان در سرشماری ۱۳۹۰ خورشیدی، ۰۰۰، ۹۱ تن گزارش شده است. از کل جمعیت شهرستان ۰۰۰، ۳۰ تن (ح ۱۸٪) شهرنشین، ۰۰۰، ۶۱ تن (ح ۸۰٪) روستانشین و بقیه غیرساکن‌اند.

### قومیت
به مردم این شهرستان تنگسیری یا تنگستانی می‌گویند.
جنرال جان گردون لوریمر سر کنسول انگلیس بوشهر در عصر قاجار، طوایف تنگستان را به‌صورت: میرو، گتو، جمالی، خدری، پولادی، زنگنه، زنده بودی نوشته است.
در عهد فتنه مغول، تیره‌های از طایفه لر بهی از لرستان به خاک دشتستان آمدند و بنای چند روستا در تنگستان و شهر برازجان را گذاشتند. محمدعلی خان سدید السلطنه مهاجرت طایفه فیلی و بهی را هم‌زمان و در عصر مغول می‌داند. همچنین ضمن شمردن مالیات تنگستان بومیان تنگستان را الوار گفته است و از قبرستانی قدیمی حوالی اهرم معروف به قبرستان لر خبر می‌دهد.
محمد علی خان سدیدالسلطنه می‌نویسد: دو طایفه از مال احمدی از شعبات بختیاری معروف به جهانی و سعیدان در سوابق ایام به این حدود آمده در جبال فیمابین اهرم و خاویز و کلمه و فاریاب ساکن شده و رحله شتا والصیف کنند.
طایفه ریس که خاندان احمد شاه خانی (خوانین تنگستان) از این طایفه است و جدشان را شخصی به نام حس مشکور و از اولاد عمار یاسر از خاک بختیاری می‌دانند، نخستین فرد این خاندان که در تنگستان به قدرت رسید، رئیس حسین خان فرزند رئیس محمدباقر خان بود. باقر خان تنگستانی و فرزندش احمد خان که در نبرد قلعه ریشهر افتخار آفریدند از این طایفه می‌باشند. مولف کتاب خاندان تنگستانی مردم این طایفه را از اعقاب و احفاد عمار یاسر دانسته و می‌نویسد: «جد اعلای این سلسله موسوم به حسن مشکور از اعقاب و احفاد عمار پس از آنکه اعراب، ایرانیان را به کلی به تسخیر و بر اوضاع مسلط شدند با قبیله‌اش از نجد به این طرف خلیج فارس آمده... در بلوک بارکی که اکنون جزء بخش تنگستان است سکونت اختیار میکنند.» برخی نیز این موضوع را رد میکنند و میگویند: «خدا داند، من نمی‌دانم این موضوع درست باشد یا نه؟ چون از ماخذ ذکری به میان نیامده و تا آنجا که در کتب و نوشته‌ها آمده اهالی تنگستان از ایرانیان اصیل می‌باشند.»
در اواخر عهد صفوی طایفه لر قایدان از ایل ممسنی وارد تنگستان شده و اهرم و خائیز که دارای چشمه‌های آب شیرین بود را تصاحب کردند و در عهد نادر شاه افشار به پاس خدماتشان، نادر شاه حکومت تنگستان را به قایدان بخشید و تا دوره زندیه حاکم تنگستان بودند.
طایفه لر ممسنی تنگستان: اجداد این طایفه سه برادر بودند که از نورآباد ممسنی وارد تنگستان شدند به نام‌های احمد، محمد و حسن هر کدام از این برادران ساکن دهی شد و اولادشان تشکیل تیرهای طایفه ممسنی تنگستان را دادند، رئیس علی دلواری از تیره احمدی این طایفه می‌باشد.
کوروش تنگستانی که خود از بزرگان و سران طایفه لر نژاد خذرو تنگستان و دشتستان می‌باشد در کتاب از بختیاری تا تنگستان و دشتستان ضمن شرح و توضیح طایفه خدری از بختیاری و لیراوی نهایتاً طبق اسناد خرید ملک توسط روسا طایفه خدری در تنگستان نشان می‌دهد که طایفه خدرو (خدری) قبل از دوره افشار ساکن تنگستان بوده‌اند.
کورش تنگستانی از نویسندگان این خطه دربارهٔ این شهرستان می‌گوید:
بی شک ساکنان کنونی شهرستان دشتی مانند دیگر ساکنان شهرستان‌های دشتستان، گناوه، دیلم و تنگستان دارای نژاد و تبار آریایی بوده و در سده‌های ششم تا هشتم هجری از بخش‌های لُر نشین ایران (لرستان، فارس، کهگیلویه و بویراحمد) به این منطقه کوچ کرده و هیچ سامی نژاد عرب تبار شاخصی میان آنان یافت نمی‌شود. در این منطقه طوایف و اقوام مختلفی زندگی می‌کردند که شامل حاجیاتی‌ها، سادات، شیوخ بحرینی، شیخیانی‌ها، کولی‌ها، نو دین‌ها، جَت‌ها، دلاک‌ها، ترک‌ها و عرب‌ها بوده‌اند. 

### مذهب
اکثر مردم مسلمان شیعه‌دوازده‌امامی هستند.

### زبان
بخشی از مردم تنگستان به گویش محلی معروف به «تنگسیری» صحبت می‌کنند. گویش تنگسیری با گویش های دشتی و سایر گویش های منطقه فارس شباهت های زیادی دارد همچنین برخی منابع گویشی که امروزه در تنگستان صحبت میشود را گویشی از فارسی می‌دانند. گویش‌ها و زبان‌های محلی دیگری نیز در شهرستان وجود دارد.
محمد حسین رکن زاده آدمیت می‌نویسد: مردم این خطه از نژاد لر و صحیح النسب خالصند. لهجه [گویش] آنان بسیار شبیه به لهجه [گویش] لرها و بختیاری‌ها است و کلمات فرس قدیم و پهلوی و دری در آن بسیار یافت می‌شود. معلوم نیست از چه تاریخ از لرستان به این حوالی کوچیده‌اند ولی آنچه ظاهراً قطعی به نظر می‌رسد، این است که قبل از صفویه در تنگستان بوده‌اند.
به عقیده برخی گویش تنگسیری مشابه گویش‌های دشتیاتی، دشتستانی، بختیاری و کهگیلویه و بویراحمد دارای واژگان و دستور زبان شبیه به هم می‌باشد.
در مورد ارتباط گویش تنگستان با گویش‌های لُری رایج در شهرستانهای دشتی و دشتستان در فرهنگ‌نامه بوشهر آمده است:
«میان گویش‌های مختلف محلی جنوب از جمله مردم استان بوشهر به خصوص مناطق دشتی، دشتستان و تنگستان روابط نزدیکی وجود دارد و از یک ریشه گرفته شده‌اند فقط در تلفظ الفاظ و اصطلاحات اختلافاتی با یکدیگر دارند. زبان محاوره ای این مناطق بر گرفته از لری است. لغات و ترکیبات و نوع کاربرد شناسه، در آن به‌طور دقیق با زبان پهلوی جنوبی یا زبان پهلوی ساسانی منطبق می‌باشد فقط برخی از لغات ثقیل روان تر گریده و در بعضی موارد لغاتی از زبان محاوره ای حذف شده و جای خود را به لغاتی تازه داده است.»
| فارسی:   | برکردم   | بر کردی  | بر کرد   | بر کردیم    | بر کردید      | بر کردند     |
| -------- | -------- | -------- | -------- | ----------- | ------------- | ------------ |
| تنگسیری: | ام بر که | ات بر که | اش بر که | ام بر کردیم | اتون بر کردین | اشون بر کردن |

| فارسی:   | میرم | میری | میره | میریم | میرید | میرند |
| -------- | ---- | ---- | ---- | ----- | ----- | ----- |
| تنگسیری: | میشم | میشی | میشه | میشیم | میشین | میشن  |

## جغرافیای اقتصادی
شغل اهالی آن کشاورزی، باغداری، تجارت با لنج به کشورهای عربی، حصیربافی و عبا بافی و صیادی، دامداری، صیدماهی، لنج سازی و قالی باقی است. آب مصرفی اهالی از رود، چشمه، چاه و آب انبار تأمین می‌شود.
محصول عمده آن گندم، جو، خرما، مرکّبات (از جمله انار)، تنباکو و تره بار و محصولات دریایی مثل صید انواع ماهیان، خرچنگ و غیره است.
راه اصلی بوشهر به نواحی جنوب و جنوب شرقی استان از این شهرستان می‌گذرد.
ـ راه اهرم ـ بندر بوشهر به سمت باختر، و به درازای ۵۲ کیلومتر.
ـ راه اهرم ـ خورموج به سمت جنوب، و به درازای ۳۵ کیلومتر.
ـ راه اهرم ـ دلوار به سمت جنوب باختری، و به درازای ۲۳ کیلومتر.

## بررسی‌های تاریخی

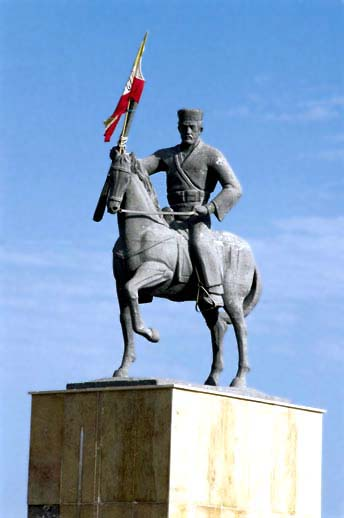
تندیس رئیس علی دلواری

نام تنگستان و تنگستانی‌ها و دلاوری‌هایشان، از دوره زندیه به بعد در منابع تاریخی دیده می‌شود و از همین دوره آنان در حیات سیاسی کشور تأثیری بسزا داشتند. تنگستانی‌ها در ۱۱۷۹/۱۷۶۵ به نیروهای کریم خان زند که قصد داشتند میرمُهَنّا (حاکم بندرریگ که بازرگانان را در دریا و خشکی غارت می‌کرد) را سرکوب کنند، کمک کردند. در ۱۲۰۶ قریه تنگستان محل درگیری لطفعلی خان زند با شیخ نصر، حاکم بوشهر، و رضاقلی خان شاهسَوَند بود که به پیروزی لطفعلی خان منجر شد. در دورة محمدشاه قاجار (۱۲۵۰–۱۲۶۴) تنگستان بلوکی با نخلستان‌های بسیار و فاصله آبادی‌های آن از یکدیگر نیم فرسخ یا یک فرسخ بوده و شمارة نخل‌های آن را بیست هزار تا بوده است. در حمله نیروهای انگلیسی به جنوب ایران بر سر مسئله هرات، اهالی دشتستان و تنگستان به رهبری باقرخان تنگستانی آنان را از بوشهر بیرون راندند. نیروهای انگلیسی در ۱۲۷۳/ ۱۸۵۷ دوباره به بوشهر حمله کردند و تنگستانی‌ها به مقابله با آنان پرداختند، اما نیروهای انگلیسی، با وجود دادن تلفات بسیار، شهر را تصرف کردند. در اواخر سده سیزدهم، تنگستان ناحیه‌ای با ۳۱ آبادی بوده که قریه‌ای به همین نام، قصبه آن بوده است. است از محصولات آنجا گندم، جو، خرما و هندوانه بوده است. دشتستانی‌ها از همان زمان اهالی تنگستان را تنگسیر می‌نامیده‌اند. تنگستان از بافت جمعیتی یکسانی برخوردار است و تنگسیرها در طول تاریخ ایران معاصر همواره افرادی دلیر و میهن پرست و شجاع بوده‌اند.
در جنگ جهانی اول (۱۳۳۲–۱۳۳۶/ ۱۹۱۴–۱۹۱۸) در حمله مجدد نیروهای انگلیسی به بوشهر، تنگستانی‌ها به رهبری رئیس علی دلواری، شیخ حسین خان چاه کوتاهی، زایر خضرخان اهرمی و ملاعلی تنگستانی به مقابله با آنان پرداختند. در این جریان، آبادی‌های تنگستان، به ویژه دلوار (دلوار کهنه، دلوار نو و قلعه دلوار)، به‌شدت آسیب دید؛ انگلیسی‌ها بسیاری از نخل‌های آنجا را قطع کرده یا آتش زدند.
در سال ۱۳۳۸ تنگستان پنجاه روستای نزدیک به هم داشت و از بندرهای آن (دلوار، عامِری، کَرّی، رستمی، بوالخیر و خورشهابی)، غلات و خرما و گچ و ماهی صادر، و قند و چای و پارچه و غیره از بحرین وارد می‌شد. واسموسِ آلمانی نیز در ۱۳۰۳ ش در منطقه تنگستان حضور داشت و به عنوان توسعه کشاورزی تعدادی ماشین آلات زراعی وارد منطقه کرد. رکن زاده آدمیت در ۱۳۱۰ ش، تنگستان را بلوکی به مرکزیت اهرم ضبط کرده است. به نوشته وی، محصولات این بلوک، از قبیل جو و مرکّبات و تنباکو، در بازار بوشهر با قماش و دیگر اجناس خارجی معاوضه می‌شده است. در ۱۳۱۶ش تنگستان بلوکی به مرکزیت آبادی تنگستان بود و محصولات آن به خارج از بلوک صادر می‌شد. در ۱۳۳۰ش مجموعه دهستان‌های سمل، باغک، ساحلی و خاویز (خائیز) از بخش اهرم در شهرستان بوشهر، تنگستان و سواحل خلیج فارس در این قسمت، سواحل تنگستان نامیده می‌شد.

## آثار تاریخی و زیارتی
آثار تاریخی و زیارتی شهرستان تنگستان:
روستای خائیز، امامزاده زین الشهدا شهر اهرم، چشمه آبگرم اهرم، چشمه آب درمانی (قوچرک)، سد انحرافی رودخانه باهوش اهرم، قلعه دختر واقع در کوه شهر آباد، قنات تاریخی شهر آباد، تل کوشک شهر آباد، امامزاده شاهزاده زکریا در شهر آباد، امامزاده شاه نعمت‌الله در شهر آباد، کوشک تاریخی شهر آباد، قلعه دختر شهر آباد، چشمه آبگرم اهرم، قنات تاریخی شهر آباد، خانه رئیس علی دلواری، امامزاده زید ابن علی گلنگون و …
مهم‌ترین آثار تاریخی تنگستان عبارت اند از: ویرانه قلعه‌ای که بنای آن را به پیش از اسلام یا اوایل دورة اسلامی نسبت می‌دهند؛ مقبره امامزاده آقامیراحمد (از فرزندان موسی کاظم و برادر شاهچراغ، متوفی ۱۸۳) در روستای آب بویی؛ مقبره امامزاده جعفر، واقع در ۵ر۱ کیلومتری شمال شرقی شهر اهرم؛ قلعه زایر خضرخانِ اَهْرَمی در شهر اهرم؛ قلعه تنگستان در آبادی پهلوان کِشی؛ ویرانه قلعه محمدعلی خان، برادر باقرخان تنگستانی در آبادی گُلَکی و نیز قلعه‌ای در آبادی کَلات کهنه که به خاندان خوانین تنگستان منسوب است.